# Zemetchino
Zemetchino (Земе́тчино) est une commune urbaine de Russie située dans l'oblast de Penza. C'est le siège administratif de l'arrondissement (raïon) et de l'établissement urbain du même nom qui comprend trois villages en plus: Grafinino (à 5 km au sud-est), Narychkino (à 8 km au sud-sud-ouest) et à Smirnovskoïe (à 4 km au sud-est).

## Géographie
La commune se trouve à 160 km à vol d'oiseau au nord-ouest de Penza, la capitale régionale, à l'endroit où la Machnia se jette dans la Vycha, affluent droit de la Tsna. 

## Histoire
La localité est mentionnée pour la première fois en 1684 sous le nom de Rojdestvenskoïé, du nom de son église dédiée à la Nativité. Elle prend son nom actuel en 1722, d'après le mot zemets, pour apiculteur. Son emplacement au XIXe siècle sur la grand-route de Kerensk (aujourd'hui Vadinsk) est favorable au commerce.
Le village prend son essor avec l'ouverture d'un embranchement ferroviaire de Koustariovka à Vernadovka en 1893. Vers 1910, le village dispose de trois écoles (dont une publique et une autre paroissiale). L'usine sucrière appartient à cette époque à la princesse Olga Petrovna Dolgorouka et l'une des trois écoles est construite par ses soins, ainsi qu'un petit hôpital.
Zemetchino devient en 1928 le siège administratif du raïon nouvellement formé de Zemetchino. Il y a trois kolkhozes en fonctionnement en 1934. Il obtient le statut de commune urbaine en 1938.

### Population
| Année | Habitants |
| ----- | --------- |
| 1926  | 5342      |
| 1939  | 9312      |
| 1959  | 11720     |
| 1970  | 11200     |
| 1979  | 11156     |
| 1989  | 11876     |
| 2002  | 12088     |
| 2010  | 10773     |
| 2015  | 10143     |
| 2021  | 9622      |

## Lieux à visiter
Zemetchino compte plusieurs édifices inscrits au patrimoine protégé comme l'ensemble de l'usine sucrière des années 1850-1913 (construite sur commande en 1849 de la propriétaire, la comtesse Sophie Narychkine), avec le club et l'école de l'usine, ainsi que le siège avec des bâtiments en brique ou en bois et un parc du XIXe siècle, sur la rive gauche de la Raïevka. Dans un des bâtiments de l'ancienne usine, l'on a installé le musée d'histoire locale depuis 1995.
L'église de la Nativité-du-Christ a été construite entre 1994 et 2005, l'ancienne (datant de 1882) ayant été détruite dans les années 1930. Elle dépend de l'éparchie de Serdobsk.

## Économie et infrastructures
Zemetchino se trouve dans une zone agricole où prédominent la culture de céréales et de betteraves sucrières (que l'on retrouve sur le drapeau et le blason de la commune) ainsi que l'élevage de porcs et de bovins. Il y a aussi des entreprises alimentaires et de l'industrie légère.
La localité est située sur la ligne de chemin de fer Koustariovka-Vernadovka (ligne 101) exploitée sur ce tronçon du chemin de fer de Kouïbychev. C'est une liaison transversale entre les lignes principales Moscou-Riazan-Rouzaïevka et Riajsk- Penza. Il y a un accès routier en direction nord-est via Vadinsk jusqu'à la route nationale M5 Moscou- Samara-Tcheliabinsk et en direction sud via Bachmakovo vers la R208 qui relie Penza à Tambov.